# Jakobslilja
Jakobslilja (Sprekelia formosissima) är en amaryllisväxtart som först beskrevs av Carl von Linné, och fick sitt nu gällande namn av Herb.. Jakobsliljan ingår i släktet Sprekelia och familjen amaryllisväxter. Inga underarter finns listade i Catalogue of Life.

## Bildgalleri

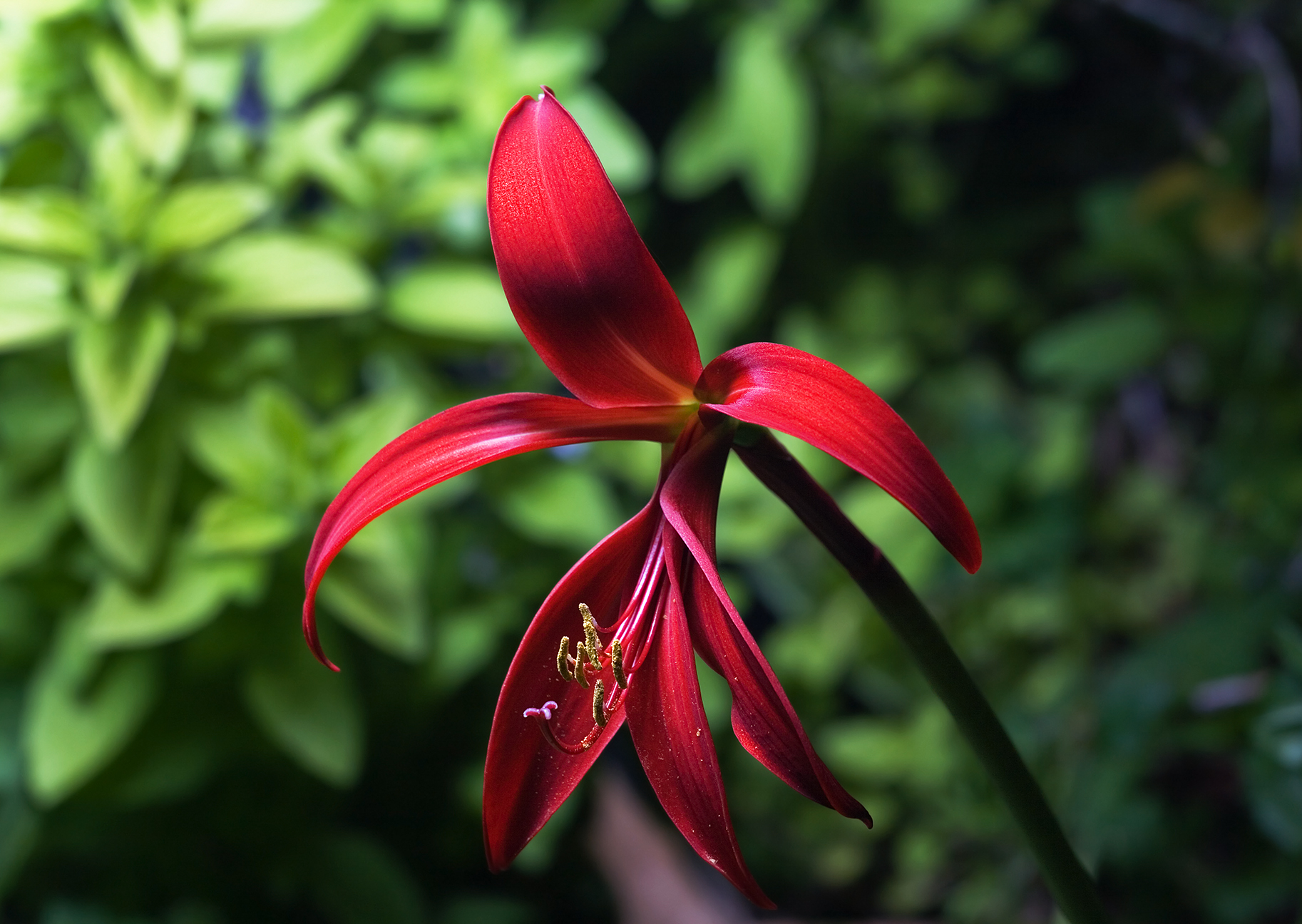
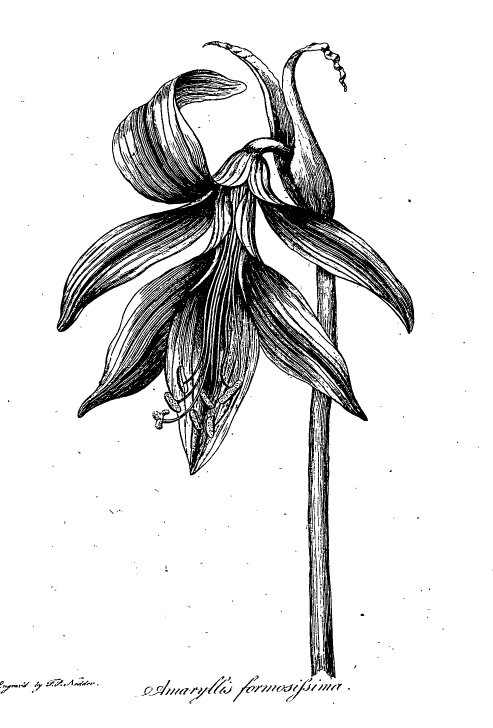
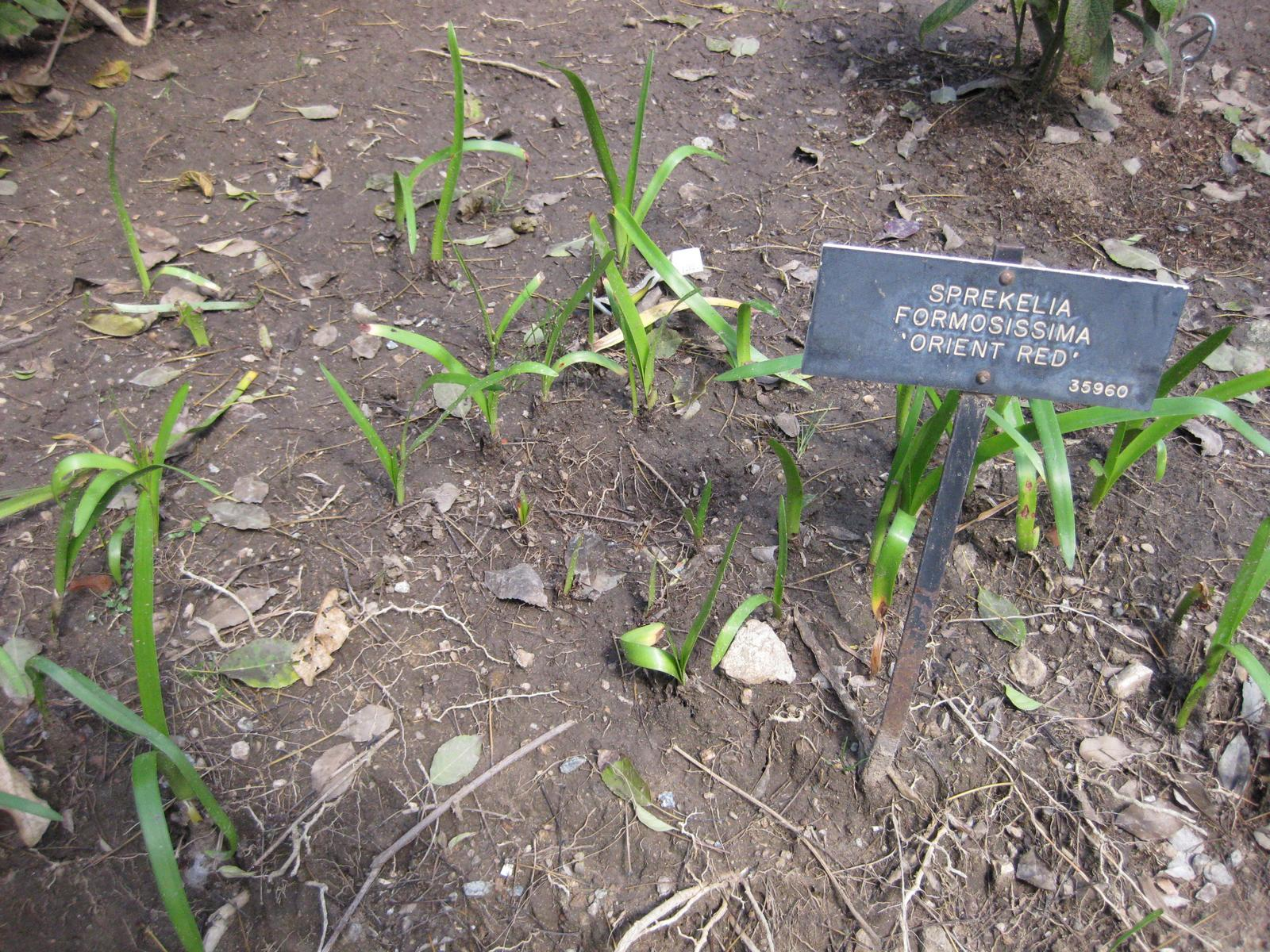